# Assicurazione sulla morte
Assicurazione sulla morte è un film per la televisione del 1987 diretto da Carlo Lizzani, tratto dal romanzo giallo Assicurazione sulla morte (Tell it to the birds) di James Hadley Chase, prodotto dalla Rai.

## Trama
Una giovane profuga intende uccidere l'anziano marito, dopo averne assicurato la vita per una cifra notevole, con la complicità di un agente assicurativo in grosse difficoltà economiche per debiti di gioco; ma il piano criminoso non riesce.